# 里波爾的聖瑪利亞修道院
里波爾的聖瑪利亞修道院（西班牙語：monasterio de Santa María de Ripoll）是一座本篤會修道院，外觀為羅曼式建築，位於加泰羅尼亞的里波爾。修道院的大多數現存建築是重建於19世紀時期的建築。

## 图集

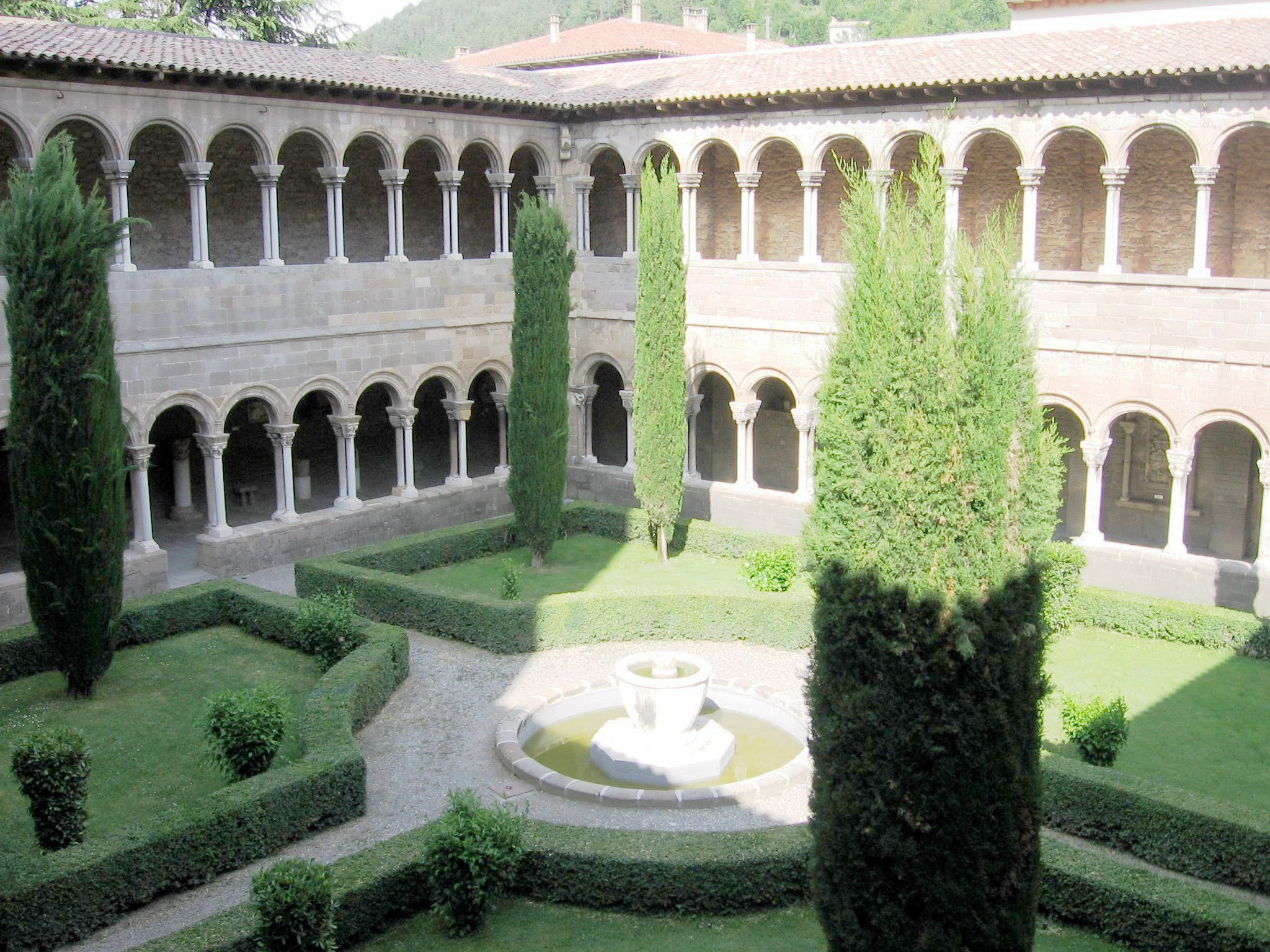
内部
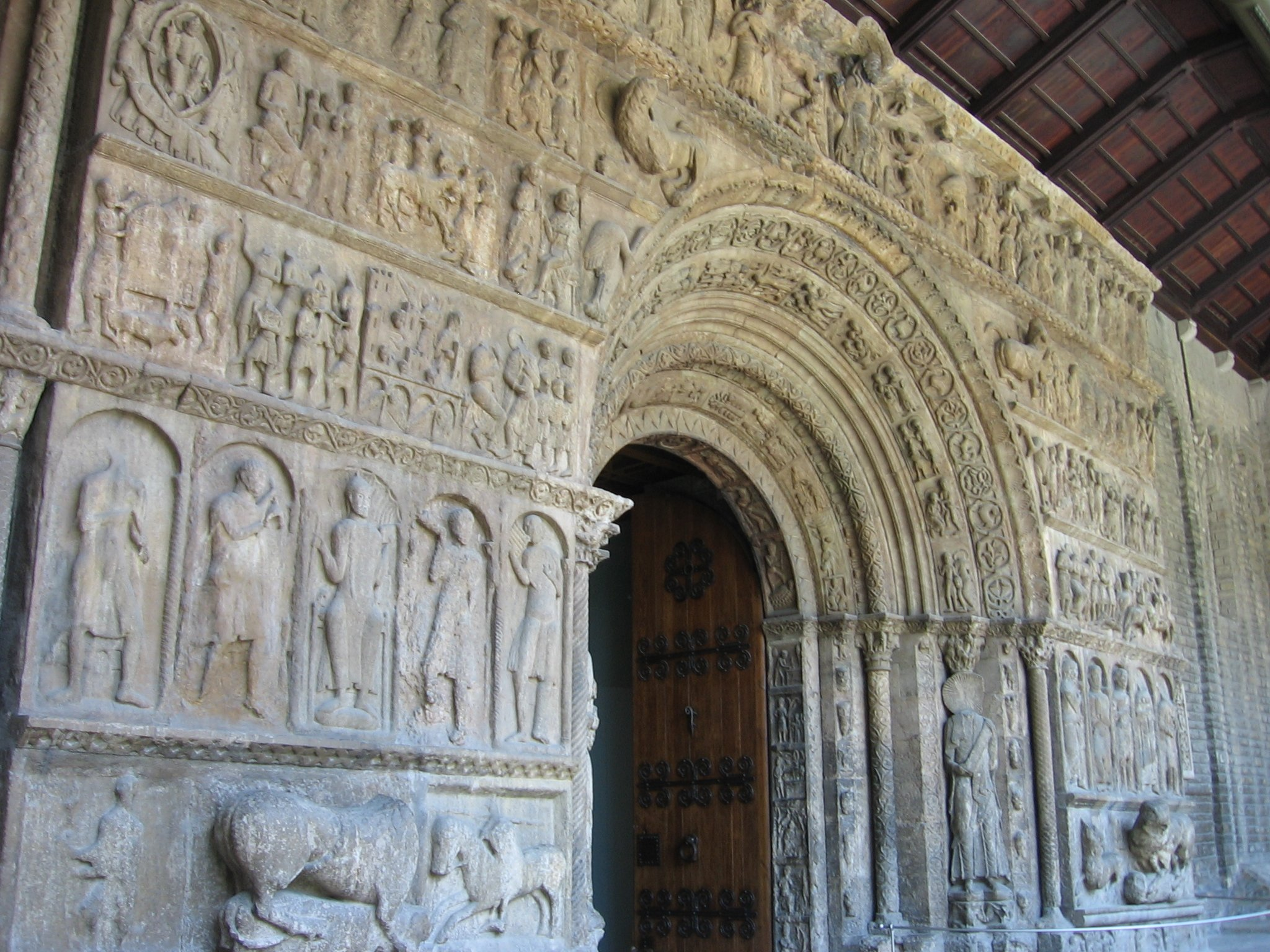
门廊
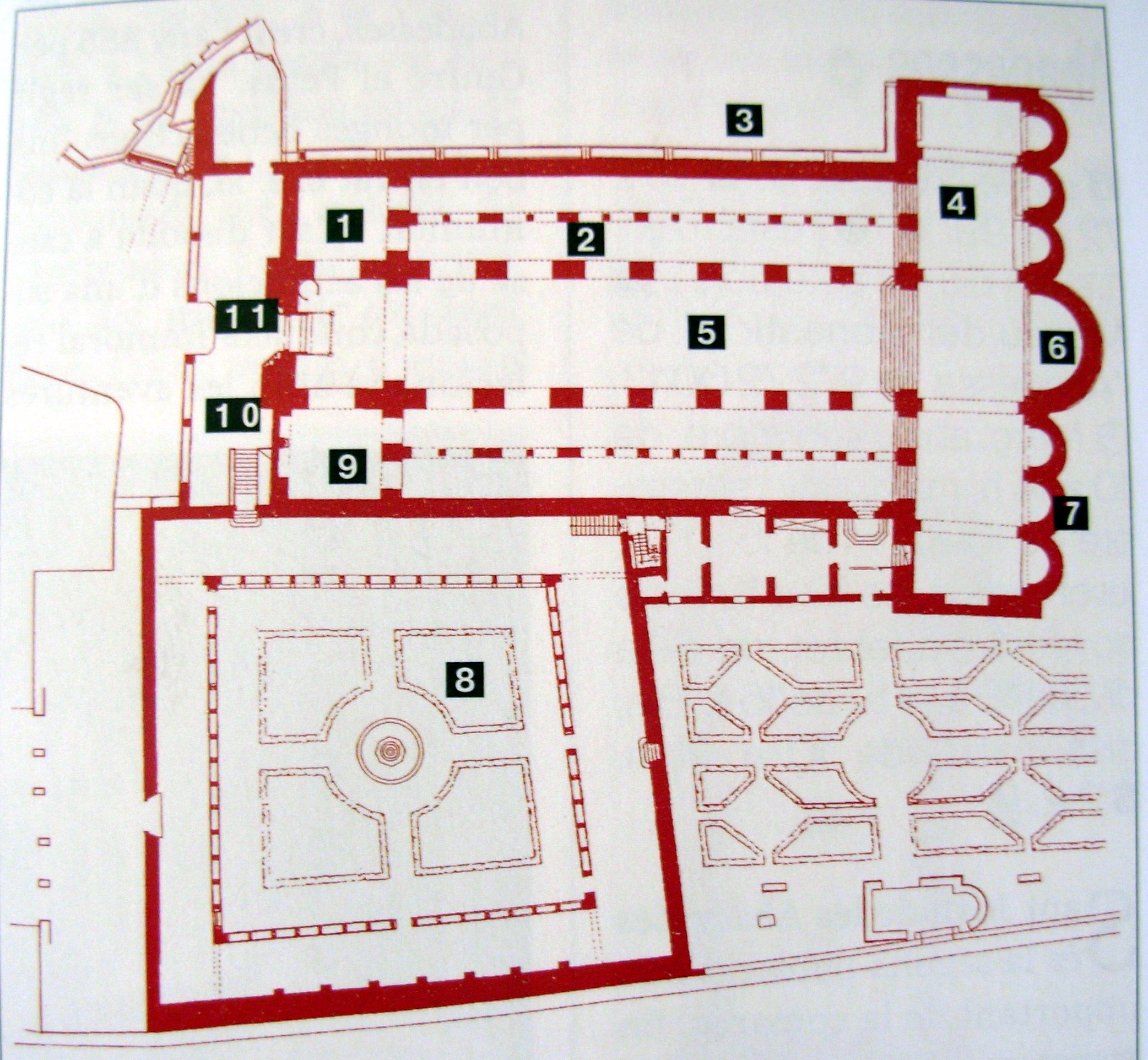
图纸
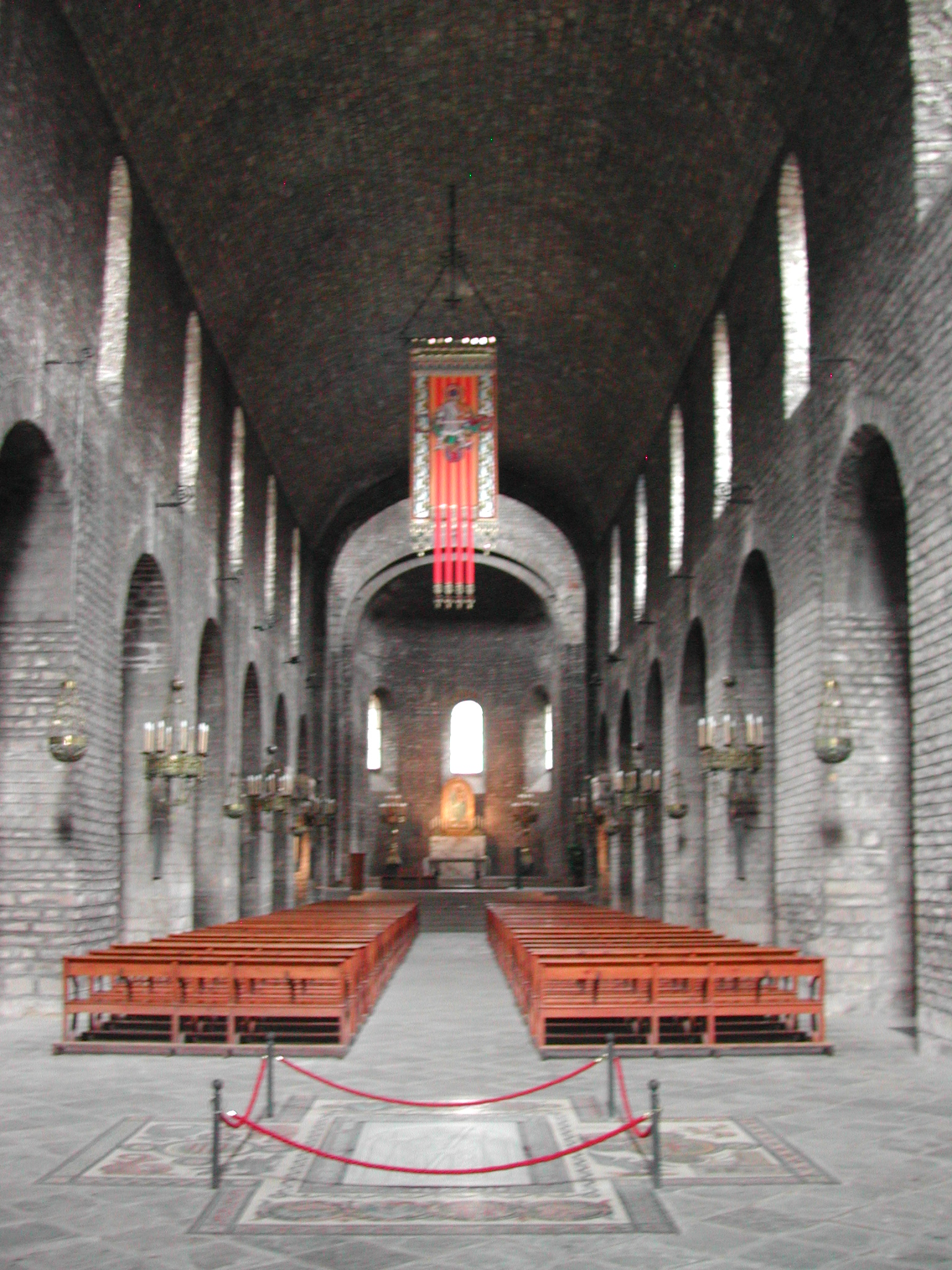
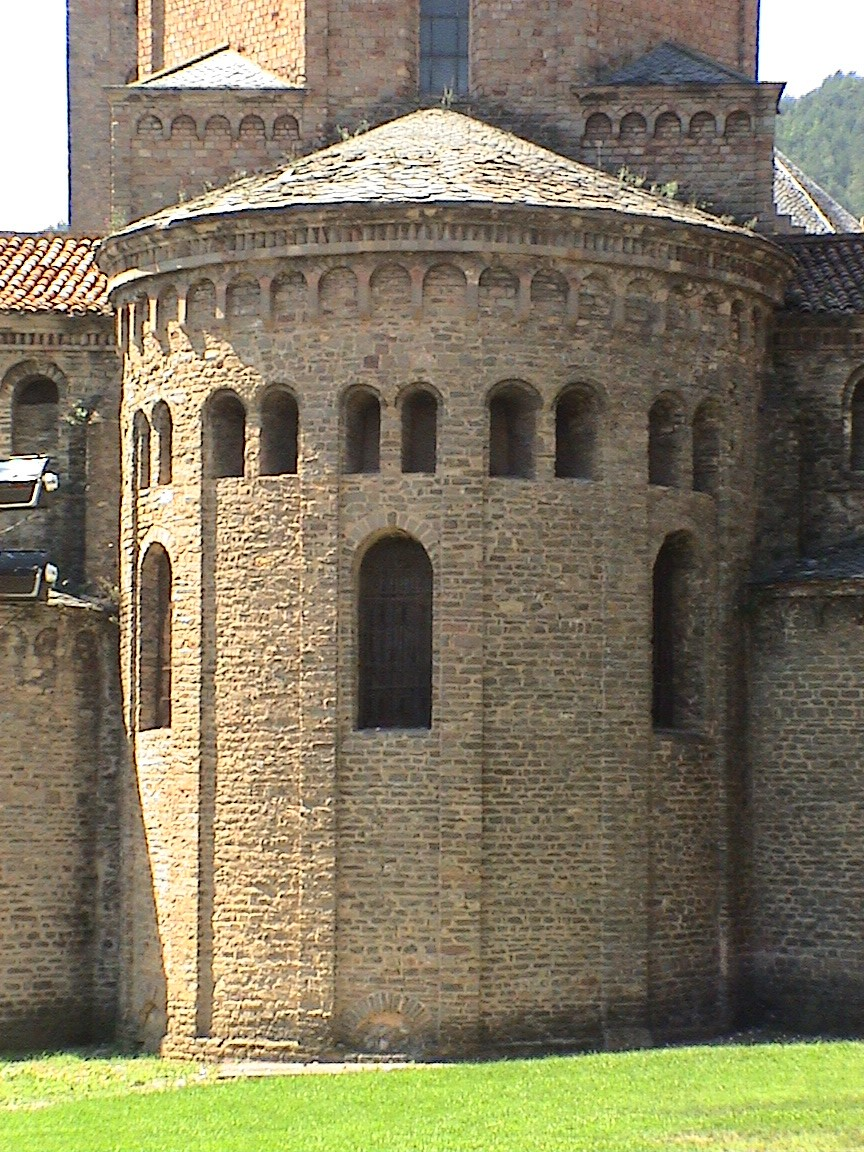

## 外部連結
维基共享资源上的相關多媒體資源：里波爾的聖瑪利亞修道院
- . romanicocatalan.com. 2011  [7 August 2012]. （原始内容存档于2012年3月8日）.
- .   [2017-12-02]. （原始内容存档于2021-01-25）.

42°12′5.51″N 2°11′26.69″E / 42.2015306°N 2.1907472°E